# La estructura de la subjetividad
La estructura de la subjetividad, junto con Teoría del objeto puro y La libre afirmación de nuestro ser, es una de las obras más importantes del filósofo español Antonio Millán-Puelles. La versión italiana fue publicada por la Casa Editrice Marietti.
Esta obra trata principalmente de la relación entre conciencia y subjetividad, y del trascender intencional de la conciencia. Algunos aspectos tratados con detenimiento son: la conciencia subjetiva en relación con la conciencia en el idealismo, el trascender intencional y la intimidad subjetiva.
Millán-Puelles, que conoce tanto la escuela fenomenológica de Husserl, como la ontología aristotélica, da a cada una de ellas su momento en el libro, sin mezclarlas. En palabras de quien promovió la traducción de esta obra al italiano: «adoptó su método fenomenológico (de Husserl), pero evitando el apriorismo inmanentista».
Diversos estudiosos subrayan distintos temas del libro, por ejemplo: 
«La inseparabilidad del plexo sujeto-objeto es una de las tesis principales de la obra fenomenológico-ontológica de Millán-Puelles que lleva por título precisamente La estructura de la subjetividad».
«La estructura de la subjetividad (…), obra acreditada como una de las aportaciones más elaboradas de la Antropología fenomenológica contemporánea, al tiempo que escrita en un muy cuidado castellano. Se trata de uno de los trabajos más conocidos del autor, en el que se desarrolla un penetrante análisis fenomenológico de la intencionalidad de los actos de la conciencia humana, y que recoge algunas de las aportaciones más sustantivas de su pensamiento filosófico y antropológico. Destaca en él, entre otros, un interesante desarrollo del triple modo de la reflexividad humana que pone de manifiesto la riqueza del yo en la multiforme manera de hacerse cargo de sí mismo»

## Desarrollo
En la introducción, titulada “Realidad, apariencia y subjetividad“ se lleva al lector, a través de una descripción fenoménica de la apariencia y el error del conocimiento en la conciencia,a comprender el “carácter reiforme” de la subjetividad, concepto que se desarrolla a lo largo del libro. 

“Los errores sensibles son posibles (en la medida en según la cual son errores) en virtud del carácter, que la subjetividad tiene, de poder ser afectada de una manera física por condiciones de naturaleza material“,

es decir su índole «reiforme», que es el carácter que la subjetividad tiene en cuanto determinable de un modo material por agentes materiales en su condición de cosa o cuasi-cosa (su corporeidad).
El análisis del error (en el conocimiento) y de la rectificación de ese error, le dan pie para mostrar la orientación de la conciencia a la realidad, de modo que quien conoce no tiene las propiedades de una subjetividad inmanente. Escribe: "Al tomar la apariencia por una realidad, la subjetividad se «deja ir» por su misma pendiente en la que espontáneamente se desliza. Sigue su natural inclinación, que es, en efecto, la inclinación hacia la realidad: la tendencia a captarla, a hacerla suya, a nutrirse de ella.".
Más adelante afirma: "La evidencia de los hechos de conciencia es, en efecto, absoluta. Quien no es absoluta es la conciencia misma."
La Fundación Juan March concedió su Ayuda a la Investigación en Ciencias Filosófica (1963) al proyecto de la presente obra.